# جیمز کیر
جیمز کیر (انگلیسی: James Keir؛ ۲۰ سپتامبر ۱۷۳۵ - ۱۱ اکتبر ۱۸۲۰) شیمی‌دان، زمین‌شناس، صنعتگر، و مخترع اسکاتلندی. او موفق به دریافت جایزهٔ همکار انجمن سلطنتی شد.

## زندگی
در دانشگاه ادینبروگ پزشکی خواند و در آن‌جا با اراسموس داروین آشنا شد که او بعدها کیر را به انجمن قمری بیرمنگام برد. او نخستین کسی بود که روشی برای تهیهٔ مصنوعی مواد قلیایی که ارزش تجاری داشته باشد ابداع کرد.